# Sechenov (cráter)

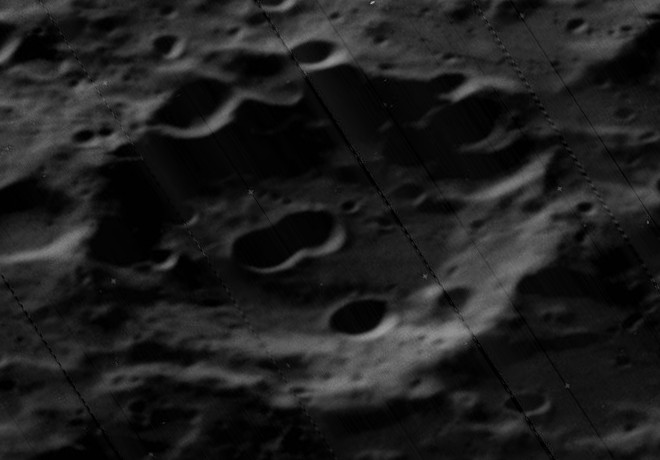
Imagen oblicua de la misión Lunar Orbiter 5

Sechenov es un cráter de impacto perteneciente a la cara oculta de la Luna. Se encuentra al suroeste de la enorme planicie amurallada del cráter Hertzsprung, y al este-sureste del cráter Timiryazev. Al sursureste de Sechenov se halla Paschen.
|  |

Este cráter ha sufrido una cantidad moderada de desgaste como resultado de impactos posteriores. El borde exterior es algo desgastado y desigual. Un pequeño cráter invade el borde exterior en su lado suroeste. Una pareja de pequeños cráteres unidos entre sí está situada en el centro del suelo interior, además de  un pequeño cratercillo situado en la base del sector este de la pared interna.

## Cráteres satélite
Por convención estos elementos son identificados en los mapas lunares poniendo la letra en el lado del punto medio del cráter que está más cercano a Sechenov.
|          | \| Sechenov \| Coordenadas \| Diámetro \| \| -------- \| ------------------------------ \| -------- \| \| C \| 5°12′S 141°18′O / -5.2, -141.3 \| 19 km \| \| P \| 9°48′S 143°48′O / -9.8, -143.8 \| 23 km \| |          |
| Sechenov | Coordenadas | Diámetro |
| C        | 5°12′S 141°18′O / -5.2, -141.3 | 19 km    |
| P        | 9°48′S 143°48′O / -9.8, -143.8 | 23 km    |